# 샤이안 (1964년 영화)
샤이엔의 가을(Cheyenne Autumn)은 미국에서 제작된 존 포드 감독의 1964년 서부, 드라마 영화이다. 제임스 스튜어트 등이 주연으로 출연하였고 버너드 스미스 등이 제작에 참여하였다.

## 줄거리
1878년, 살아남은 샤이엔 부족은 옐로스톤 고향에서 약 2,400km 떨어진 오클라호마까지 이주해온 상태였다. 오클라호마의 한 농장에서 이들의 상황을 목격한 퀘이커 교사 데버러 라이트는 샤이엔 아이들을 자신의 학생으로 받아들인다. 그들의 여정에는 미 육군 기병대가 동행하고 있었고, 이 부대를 이끄는 토머스 아처 대위는 데버러의 약혼자였다.
샤이엔과 군은 인디언 담당 부서(BIA)에서 파견된 의회 위원회를 기다리지만, 포트 리노에 머물고 있다는 편지만을 받고 방문이 지연되었음을 알게 된다. 아처 대위는 샤이엔 지도자인 덜 나이프와 리틀 울프를 불러, BIA가 계속해서 식량과 보급을 제공하겠다고 약속한다. 그러나 답보 상태에 화가 난 덜 나이프는 데버러의 학교에서 아이들을 철수시킨다.
그날 밤, 데버러는 스페니시 우먼으로부터 샤이엔이 고향 옐로스톤으로 되돌아가기로 결정했다는 사실을 듣고, 그들과 함께 떠나기로 결심한다. 다음 날, 아처는 샤이엔이 떠났음을 확인하고 병력을 파견하되 중화기는 동원하지 않는다. 병사 중 한 명인 스콧 중위는 과거 1866년 페터먼 학살에서 아버지를 잃은 일을 계기로 원한을 품고 있어 이 상황에 무관심하다.
협곡에서 아처 부대는 샤이엔을 따라잡고, 리틀 울프는 스페니시 우먼의 아들인 레드 셔트를 전투에 투입한다. 아처는 정찰병을 협곡에 보내지만, 그 중 한 명이 레드 셔트의 총에 맞는다. 이내 브레이든 소령이 지휘권을 넘겨받고, 대포를 발사하게 하면서 짧은 전투가 벌어진다. 이 전투로 병사 9명이 사망하고, 브레이든도 그 중 하나였다. 언론은 이 사건을 과장 보도하며 샤이엔을 야만인으로 묘사한다. 이 소식은 워싱턴 D.C.의 내무장관 칼 슈어츠에게도 전달된다.
한편 아처는 스콧에게 샤이엔을 감시하도록 명령하지만, 스콧은 이를 무시하고 무력 충돌을 일으키다가 부상을 입는다. 800km의 여정을 이어온 샤이엔은 마침내 캔자스주 닷지 시에 도착하지만, 이미 백인 정착민들이 자리잡고 있음을 알게 된다. 그들의 접근 소식은 신문을 통해 빠르게 퍼지고, 시민들은 위협을 느낀다. 그러나 인근 살롱에 있던 와이어트 어프와 닥 할러데이는 별다른 반응을 보이지 않고, 시민들의 무력 동원 시도도 일부러 잘못된 방향으로 이끈다.
몇 달이 흐르고, 여전히 샤이엔을 쫓고 있는 아처는 윗초프스키 병장을 합류시킨다. 겨울이 되자 샤이엔은 기력이 쇠해져 두 그룹으로 나뉘는데, 덜 나이프가 이끄는 일행은 항복하여 포트 로빈슨에 수용된다. 아처도 포트 로빈슨에 도착해 데버러와 재회하지만, 웨셀스 대위는 샤이엔을 다시 오클라호마로 보낼 계획이다. 이에 반발한 아처는 직접 워싱턴으로 가서 내무장관 슈어츠에게 호소하고, 슈어츠는 이를 받아들인다.
웨셀스는 음주 문제로 해임되어 자택에 머무는 중, 덜 나이프 일행이 기습 공격을 감행한다. 이후 아처와 슈어츠는 리틀 울프, 덜 나이프와 협상하여 샤이엔이 고향으로 돌아갈 수 있도록 조약을 맺는다.
귀향 후, 레드 셔트와 리틀 울프는 결투를 벌이고, 레드 셔트가 사망한다. 리틀 울프는 같은 샤이엔을 죽였다는 죄책감에 스스로 유배를 선택한다. 샤이엔이 다시 고향에 정착하게 된 이후, 아처와 데버러도 그들과 함께 머물기로 한다.

## 출연

### 주연
- 제임스 스튜어트 - 와이어트 어프 역
- 캐럴 베이커 - 데버러 라이트 역
- 리카르도 몬탈반 - 리틀 울프 역

### 조연
- 리처드 위드마크 – 토머스 아처 대위 역
- 칼 말든 – 헨리 W. 웨셀스 주니어 대위 역, 포트 로빈슨 주둔지 지휘관
- 살 미네오 – 레드 셔트 역
- 돌로레스 델 리오 – 스페니시 우먼 역, 레드 셔트의 어머니
- 길버트 롤런드 – 덜 나이프 역
- 아서 케네디 – 닥 할러데이 역
- 패트릭 웨인 – 스콧 소위 역
- 엘리자베스 앨런 – 플랜태저넷 양 역
- 존 캐러딘 – 제프 블레어 역
- 빅터 조리 – 톨 트리 역
- 마이크 마주르키 – 윗초프스키 상사 역
- 조지 오브라이언 – 브레이든 소령 역
- 션 맥클로리 – 오캐러베리 박사 역
- 저드슨 프랫 – 도그 켈리 시장 역
- 카르멘 디안토니오 – 포니 여성 역
- 켄 커티스 – 조 역
- 에드워드 G. 로빈슨 – 칼 슈어츠 역, 내무장관

## 제작진
- 원작자: 머리 샌도스